# Archie Compston
Archibald Edward Wones Compston (Wolverhampton, 1893 - 1962) was een Engels golfprofessional.
Compston stond bekend als een van de beste matchplay-spelers uit zijn tijd. Hij verdiende meer door tegen collega's of amateurs te spelen dan in toernooien. Na de Tweede Wereldoorlog werd hij professional op The Wentworth Club. Hij was de coach van de toekomstige koning Edward VIII. Later verhuisde hij naar Bermuda, waar hij ging lesgeven op de Mid Ocean Club.
In 1925 eindigde hij op de 2de plaats bij het Brits Open op Prestwick, achter Jim Barnes. Het zou zijn beste resultaat blijven.
In 1928 versloeg hij, nadat hij in 1925 en 1927 het Britse Matchplay Kampioenschap had gewonnen, de beroemde Walter Hagen op Moor Park met 18&17 in een matchplay demonstratietoernooi van 72 holes. Datzelfde jaar speelden zij in het Brits Open, waar Hagen won en Compston op de 3de plaats eindigde. In 1929 versloeg hij Charles Whitcombe, die eerder Henry Cotton verslagen had, in de finale van de 4de editie van de Roehampton Invitation. Het toernooi werd tijdens sneeuwbuien gespeeld op de Roehampton Golf Club.
Compston speelde in 1927, 1929 en 1931 in het toen nog Britse team van de Ryder Cup. 
Hij overleed op 8 augustus 1962, op 69-jarige leeftijd.

## Gewonnen
- 1925: British PGA Matchplay Championship
- 1927: British PGA Matchplay Championship
- 1929: 4de Roehampton Invitation
- 1930: Daily Dispatch Southport Tournament
- 1935: 10de Roehampton Invitation
- 1945: Yorkshire Evening News Tournament

## Teams
- Ryder Cup: 1927, 1929, 1931